# مشبك كيميائي

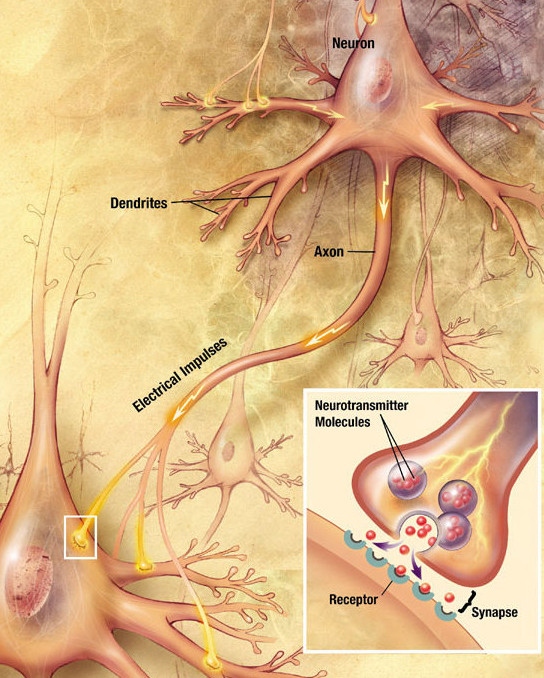
توضيح المكونات الرئيسية لانتقال الاشارة عبر المشبك العصبي الكيميائي، حيث تقوم موجة كهروكيميائية تسمى جهد الفعل بالسفر على طول المحور العصبي للخلايا العصبية. وعندما تصل هذه الموجة إلى النهايات العصبية، فإنها تستحث إطلاق كمية صغيرة من الناقلات العصبية إلي أحد جانبي الشق المشبكي، لترتبط بمستقبلات كيميائية للخلايا العصبية التي تقع علي الجانب الآخر.

المشبك العصبي الكيميائي أو التشابك العصبي الكيميائي (بالإنجليزية: Chemical synapses)‏ هو عبارة عن اتصال حيوي (بيولوجي) يمكن من خلاله تبادل إشارات الخلايا العصبية مع بعضها البعض، أو مع الخلايا الغير عصبية مثل خلايا العضلات أو الغدد.
تسمح المشابك الكيميائية بتشكيل دوائر كهربية بين الخلايا العصبية (العصبونات) داخل الجهاز العصبي المركزي. ويُعتبر وجود المشابك الكيميائية أمرا حاسما في الحسابات الحيوية (البيولوجية) التي تكمن وراء الإدراك والفكر. كما تسمح المشابك الكيميائية للجهاز العصبي بالاتصال والسيطرة على أنظمة أخرى من الجسم.
في المشبك الكيميائي، توجد مساحة صغيرة تُسمَى الشق المشبكي، والذي يقع على أحد جانبيه النهايات العصبية لخلية المُرسل (ويُعرف باسم ما قبل المشبك)، والزوائد الشجرية لخلية المُستقبل على الجانب الآخر (ويُعرف باسم ما بعد المشبك). ويتم تخزين الناقلات العصبية في النهايات العصبية لخلية المُرسل داخل أكياس صغيرة تسمى الحويصلات التشابكية، وتُطلَق هذه الناقلات من خلية المرسل (جانب ما قبل المشبك) إلى الشق المشبكي بواسطة عملية الإخراج الخلوي، لترتبط بمستقبلات على خلية المُستقبل (جانب ما بعد المشبك)، وأخيرا، يتم التخلص من وجود الناقلات في المشبك الكيميائي بغرض إنهاء عملها، وذلك عن طريق العديد من الآليات المحتملة، والتي تتضمن التحلل الإنزيمي أو إعادة امتصاصها من قبل ناقلات محددة موجودة على خلية المُرسل (ما قبل المشبك) أو علي الخلايا الدبقية.
يقدر عدد المشابك العصبية التي يحتوي عليها الدماغ البشري البالغ من 100-500 تريليون مشبكك عصبي. ويحتوي كل مليمتر مكعب من القشرة المخية على ما يقرب من مليار. وتم تقدير عدد المشابك العصبية في القشرة المخية البشرية بشكل منفصل بـ 0.15 كوادريليون (150 تريليون)
كلمة «مشبك» (synapse) تأتي من "synaptien"، التي صاغها السير تشارلز سكوت شيرينجتون وزملاؤه من اليونانية، وتتكون من مقطعين (syn) وتعني «معا» و "haptien" وتعني («أن يربط»). وجدير بالذكر أن المشابك الكيميائية ليست النوع الوحيد من المشابك البيولوجية، فهناك أيضا المشابك العصبية الكهربائية والمناعية. ولكن «المشبك العصبي» دون تقييد يُقصد لها عادة المشبك العصبي الكيميائي.

## الهيكل
انظر أيضا: تخليق المشابك العصبية

الهيكل النموذجي للمشبك الكيميائي

المشبك العصبي أو نقاط التشابك العصبي هي وصلات وظيفية بين الخلايا العصبية، أو بين الخلايا العصبية وأنواع أخرى من الخلايا. وتُعطي الخلايا العصبية النموذجية عدة آلاف من المشابك العصبية، برغم أن هناك بعض الأنواع تعطي عدد أقل بكثير. معظم المشابك العصبية تربط المحاور العصبية بالزوائد الشجرية، ولكن هناك أيضا أنواع أخرى من الوصلات، منها وصلة محور بجسم الخلية، ووصلة محور بمحور، وزائدة شجرية بزائدة شجرية. وعادة ما تكون المشابك العصبية صغيرة جدا بحيث لا يمكن التعرف عليها باستخدام المجهر الضوئي إلا كنقاط تظهر فيها أغشية خليتين متلامستين، إلا أن مكوناتها الخلوية يمكن تصويرها بوضوح باستخدام المجهر الإلكتروني.
تُمرر المشابك الكيميائية المعلومات بشكل مُوَجّه، من خلية المُرسل (أو خلية ما قبل المشبك) إلى خلية المستقبل (أو خلية ما بعد المشبك) وبالتالي فهو غير متماثل في الهيكل والوظيفة. فالنهايات العصبية لخلية المُرسل (أو النهايات العصبية قبل المشبكية) هي منطقة متخصصة داخل المحور العصبي، تحتوي على الناقلات العصبية أكياس غشائية صغيرة تسمى حويصلات المشبك (بجانب عدد من الهياكل والعضيات المساعدة الأخرى مثل الميتوكوندريا والشبكة الإندوبلازمية). وتستقر هذه الحويصلات في الغشاء البلازمى قبل المشبكي في مناطق تسمى «المناطق النشطة».
والجانب المقابل مباشرة هو جانب الاستقبال أو منطقة ما بعد المشبك، وتحتوي على المستقبلات العصبية. ويمكن أن تقع هذه المنطقة في التشابك العصبي بين خليتين عصبيتين على الزوائد الشجرة أو أو جسم الخلية. ويوجد مباشرة خلف الغشاء ما بعد المشبكي مجمع معقد من البروتينات المترابطة تسمى «كثافة بعد مشبكية»، وتشارك هذه البروتينات في إرساء وتهريب مستقبلات الناقلات العصبية، وتحوير نشاط هذه المستقبلات. غالبا ما توجد المستقبلات البوروتينات في نتوءات متخصصة من جزء الزوائد الشجرية وتعرف باسم الشوكة الغصنية.
يمكن وصف نقاط التشابك العصبي بأنها متماثلة أو غير متماثلة. فعند فحصها تحت المجهر الإلكتروني، تتميز المشابك العصبية غير المتماثلة بالحويصلات المستديرة في الخلية قبل المشبكية، وكثافة بعد مشبكية بارزة، وعادة ما تكون مثيرة (محفزة). على النقيض من ذلك تتمثيز المشابك المتماثلة بحويصلات مسطحة أو ممدود، ولا تحتوي على كثافة بعد مشبكية بارزة. وعادة ما تكون مثبطة.
الشق المشبكي هو الفجوة الموجودة بين الخلايا قبل المشبكية والخلايا بعد المشبكية، وعرضه حوالي 20 نانومتر. ويسمح الحجم الصغير للشق بزيادة ونقص تركيز الناقلات العصبيية بشكل سريع.

## تكون الإشارة في المشبك العصبي الكيميائي

### نظرة عامة
ها هو ملخص لتسلسل الأحداث التي تحدث في الانتقال المشبكي من الخلايا العصبية ما قبل المشبك إلى خلايا ما بعد المشبك. وتم شرح كل خطوة بمزيد من التفصيل أدناه. لاحظ أنه (باستثناء الخطوة الأخيرة) قد تشغل العملية برمتها بضع مئات من الميكروثانية فقط، في أسرع المشابك العصبية.
1. تبدأ العملية بموجة من الإثارة الكهروكيميائية تُسمى بجهد الفعل تسافر على طول غشاء الخلية ما قبل المشبك، حتى تصل إلى المشبك.
2. يؤدي إزالة الاستقطاب الكهربائي للغشاء في المشبك إلى فتح قنوات قابلة لنفاذ أيونات الكالسيوم.
3. تدفق أيونات الكالسيوم من خلال غشاء ما قبل المشبك، مما يؤدي للزيادة السريعة في تركيز الكالسيوم في المناطق الداخلية.
4. يعمل تركيز الكالسيوم العالي على تنشيط مجموعة من البروتينات الحساسة للكالسيوم المرتبطة بالحويصلات التي تحتوي على المادة الكيميائية العصبية (الناقلات العصبية).
5. هذه البروتينات تغير من شكل الحويصلات، مما يتسبب في التحام أغشية بعض الحويصلات مع أغشية خلايا ما قبل المشبكية، وبالتالي فتح الحويصلات وإفراغ محتوياتها الناقل العصبي في الشق المشبكي، وهو المساحة الضيقة الواقعة بين أغشية ما قبل وما بعد المشبكي.
6. تنتشر الناقلات العصبية داخل الشق. يهرب بعضها، ويرتبط بعضها بجزيئات المستقبلات الكيميائية الواقعة على غشاء الخلية بعد المشبكية.
7. يؤدي هذا الارتباط بين الناقلات العصبية والمستقبلات إلى تنشيط المستقبلات بطريقة ما. وهناك العديد من أنواع التنشيط الممكنة، كما هو موضح بمزيد من التفصيل أدناه. على أي حال، هذه هي الخطوة الرئيسية التي من خلالها تؤثر عملية التشابك على سلوك الخلية بعد المشبكية.
8. بسبب الاهتزاز الحراري، وحركة الذرات، تهتز حول مواضع اتزانها في جزيئات بلورية صلبة، تنحل الرابطة بين الناقلات العصبية والمستقبلات وتنجرف الناقلات بعيدا.
9. ويتم إعادة امتصاص الناقلات العصبية إما من قبل الخلية قبل المشبكية، ومن ثم إعادة تعبئتها في الحويصلات للإطلاقها مرة أحرى، أو تكسيرها من خلال عملية الأيض.

### اطلاق الناقلات العصبية

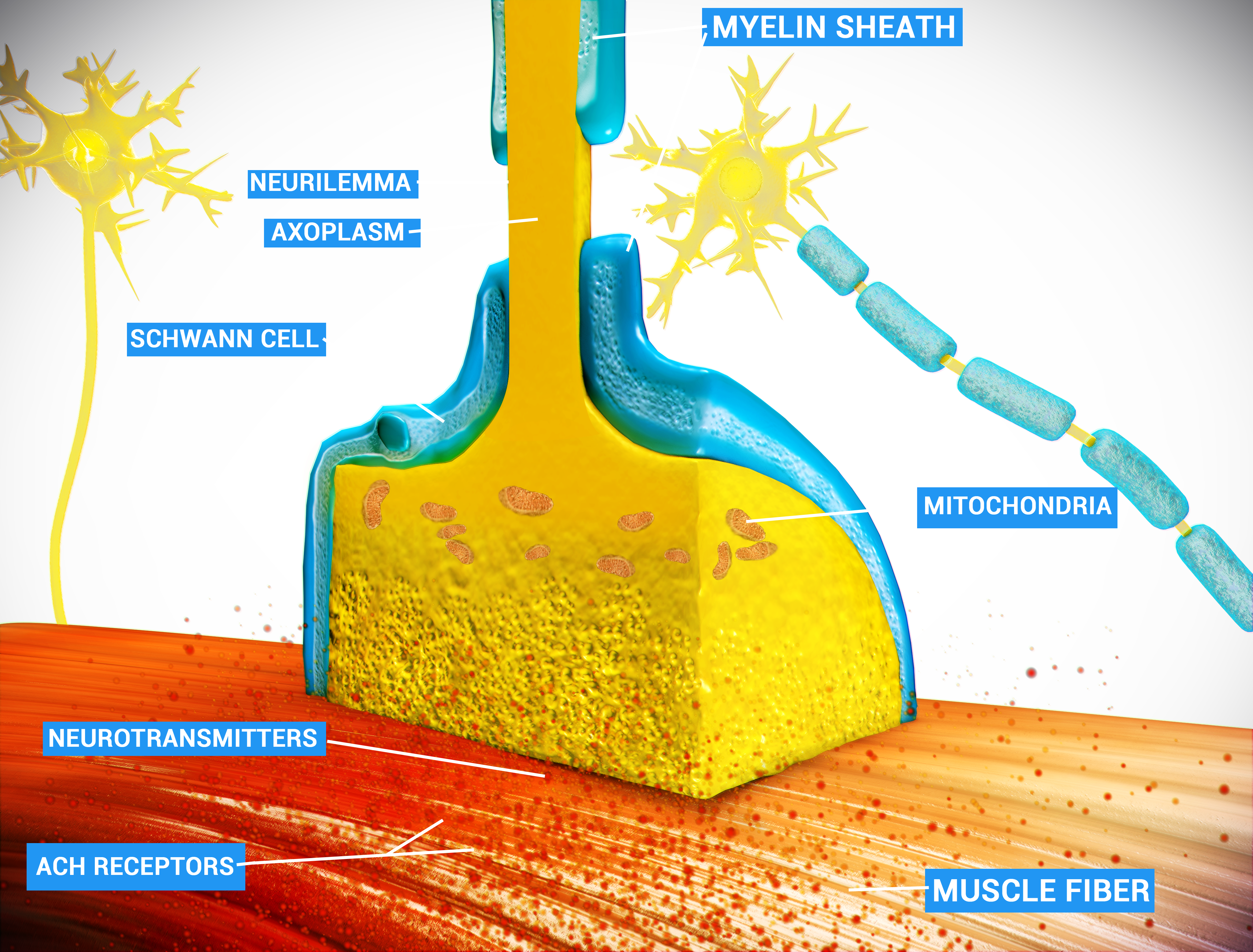
يحدث إطلاق الناقلات العصبية في النهايات المحورية

يتم إطلاق الناقلات العصبية عند وصول الإشارة العصبية (أو جهد الفعل) ويحدث من خلال عملية سريعة من الإفراز الخلوي (exo). وفي النهايات المحورية للخلية قبل المشبكية تتمركز الحويصلات التي تحتوي على الناقلات العصبية بالقرب من الغشاء المشبكي. ويؤدي وصول جهد الفعل إلى تدفق أيونات الكالسيوم من خلال القنوات الأيونية التي تعتمد على الجهد، وبوابات ايونات الكالسيوم الانتقائية في نهاية جهد الفعل (تيار الذيل). ثم ترتبط أيونات الكالسيوم ببروتينات سينابتوتاغمين (synaptotagmin) الموجودة داخل أغشية الحويصلات، مما يسمح للحويصلات بالاندماج مع الغشاء قبل المشبكي.

### الارتباط بالمستقبِل
ترتبط المستقبلات على الجانب الآخر من فجوة المتشبك (الشق المشبكي) بجزيئات الناقلات العصبية. ويمكن للمستقبلات أن تستجيب بإحدى الطريقتين. أولا، تقوم المستقبلات مباشرة بفتح قنوات الايونات في غشاء الخلية بعد المشبكية، مما يتسبب في دخول أو خروج الأيونات من الخلية وتغيير جهد الغشاء المحلي. ويسمى التغيير الناتج في الجهد «جهد بعد مشبكي». بشكل عام، والنتيجة هي مثيرة في حالة تيارات ديبولاريزينغ، ومثبط في حالة التيارات هيبيربولاريزينغ. ما إذا كان المشبك هو مثير أو مثبطة يعتمد على أي نوع (ق) من قناة أيون إجراء تيار ما بعد المشبكي (ق)، والتي بدورها هي وظيفة من نوع من المستقبلات والناقلات العصبية المستخدمة في المشبك. الطريقة الثانية مستقبلات يمكن أن تؤثر على احتمال الغشاء هو عن طريق تحوير إنتاج الرسل الكيميائية داخل الخلايا العصبية بعد المشبكي. هؤلاء الرسل الثاني يمكن بعد ذلك تضخيم استجابة مثبطة أو استثارة للناقلات العصبية.